# Діатомісові
Діатомісові (Diatomyidae) — родина ряду Гризуни. Викопні рештки знайдені в Пакистані, Індії, Японії, Китаї, Лаосі, Тайлвнді та Сайдівській Аравії; єдиний сучасний вид живе в Лаосі.

## Склад родини
Родина Діатомісові (Diatomyidae)
- Рід †Fallomus
  - Вид †Fallomus razae
  - Вид †Fallomus ginsburgi
  - Вид †Fallomus quraishyi
- Рід †Diatomys
  - Вид †Diatomys shantungensis
  - Вид †Diatomys liensis
- Рід †Marymus
  - Вид †Marymus dalanae
- Рід †Pierremus
  - Вид †Pierremus explorator
  - Вид †Pierremus ladakhensis
- Рід †Willmus
  - Вид †Willmus maximus
- Рід Laonastes
  - Вид Laonastes aenigmamus — Лаоський скельний щур